# Kraczoń (potok)
Kraczoń – potok, prawy dopływ Popradu.
Dwa źródłowe cieki potoku wypływają na wysokości około 820 m w lejach źródliskowych na zachodnich stokach szczytu Kraczoń (933 m) w Górach Leluchowskich. Na wysokości około 660 m łączą się. Od tego miejsca potok spływa w zachodnim kierunku doliną całkowicie porośniętą lasem. Orograficznie prawe zbocza tej doliny tworzy grzbiet Kraczonia ze szczytem Pieronki, lewe zbocza tworzy zaś zachodni grzbiet Kraczonika. Uchodzi do Popradu na wysokości około 466 m.
Potok ma długość 2,4 km. Całajego zlewnia znajduje się we wsi Leluchów w województwie małopolskim, w powiecie nowosądeckim, w gminie Muszyna. W polskiej regionalizacji fizycznogeograficznej według Jerzego Kondrackiego Góry Leluchowskie zaliczone zostały do Beskidu Sądeckiego, w nowszej regionalizacji z 2018 r. wraz z Górami Lubowelskimi do Pogórza Popradzkiego.